# Rejodadi (Cimanggu)
Rejodadi is een bestuurslaag in het regentschap Cilacap van de provincie Midden-Java, Indonesië. Rejodadi telt 7502 inwoners (volkstelling 2010).